# Burnaby
Burnaby – miasto w Kanadzie, w prowincji Kolumbia Brytyjska, w dystrykcie regionalnym Greater Vancouver. Mieści się tutaj Uniwersytet Simona Frasera.
Liczba mieszkańców Burnaby w 2006 roku wynosiła 202 799. Język angielski jest językiem ojczystym dla 42,6%, francuski dla 0,9% mieszkańców (2006).
W mieście rozwinął się przemysł maszynowy, metalowy, elektryczny oraz elektroniczny.
W 1975 roku w Burnaby urodził się piosenkarz Michael Bublé.

## Współpraca
- Zhongshan, Chińska Republika Ludowa
- Kushiro, Japonia
- Mesa, Stany Zjednoczone
- Hwaseong, Korea Południowa